# (1238) Predappia
(1238) Predappia ist ein Asteroid des Hauptgürtels, der am 4. Februar 1932 vom italienischen Astronomen Luigi Volta in Pino Torinese entdeckt wurde. 
Benannt ist der Asteroid nach dem italienischen Ort Predappio.